# Holosphaga coerulea
Holosphaga coerulea är en skalbaggsart som beskrevs av Aurivillius 1916. Holosphaga coerulea ingår i släktet Holosphaga och familjen långhorningar. Inga underarter finns listade i Catalogue of Life.